# Einweichen
Das Einweichen beschreibt einen Vorgang, bei dem ein Gegenstand in eine Flüssigkeit gegeben wird, um eine Konsistenzänderung hervorzurufen. Dadurch soll die Substanz des Gegenstands oder anhaftender Materie erweicht und der Bearbeitung zugänglich gemacht werden. 
Beispiele: 
- Bei Nahrungsmitteln wie getrockneten Hülsenfrüchten ist das Einweichen häufig erforderlich, um sie verarbeiten zu können oder um sie genießbar zu machen.
- Rattan und Peddigrohr werden vor der Verarbeitung eingeweicht, um sie weich und elastisch zu machen.
- Verschmutzte Textilien oder Kochgeschirre sind häufig leichter zu reinigen, wenn sie vor dem eigentlichen Reinigungsvorgang in Wasser oder einer Waschlauge eingeweicht wurden.
- Aktivierung von Enzymen und Stoffwechselvorgängen in Samen vor dem Essen oder der Weiterverarbeitung, siehe auch Malz

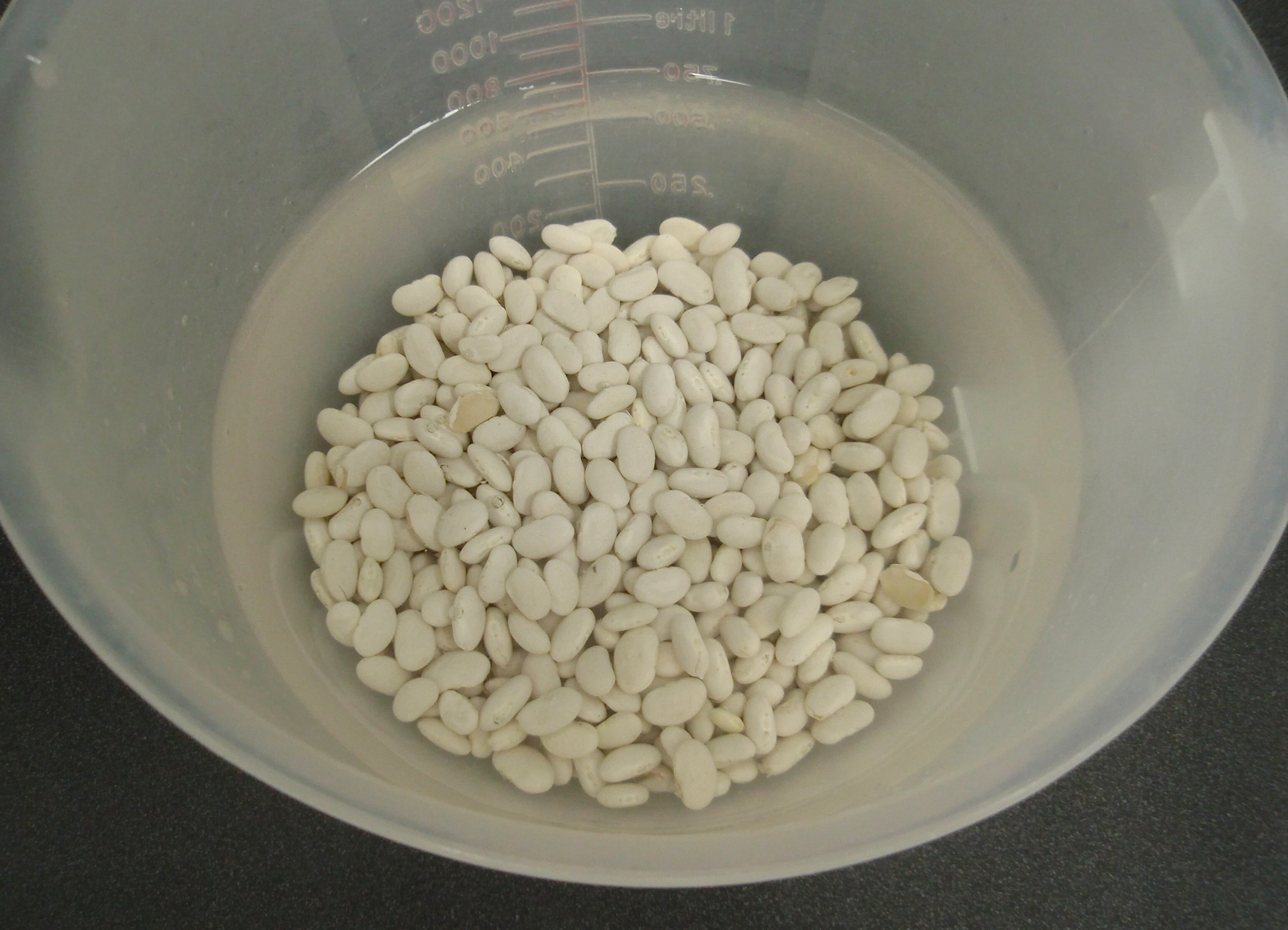
Einweichen von getrockneten weißen Bohnen (I): „am Beginn des Einweichvorgangs“
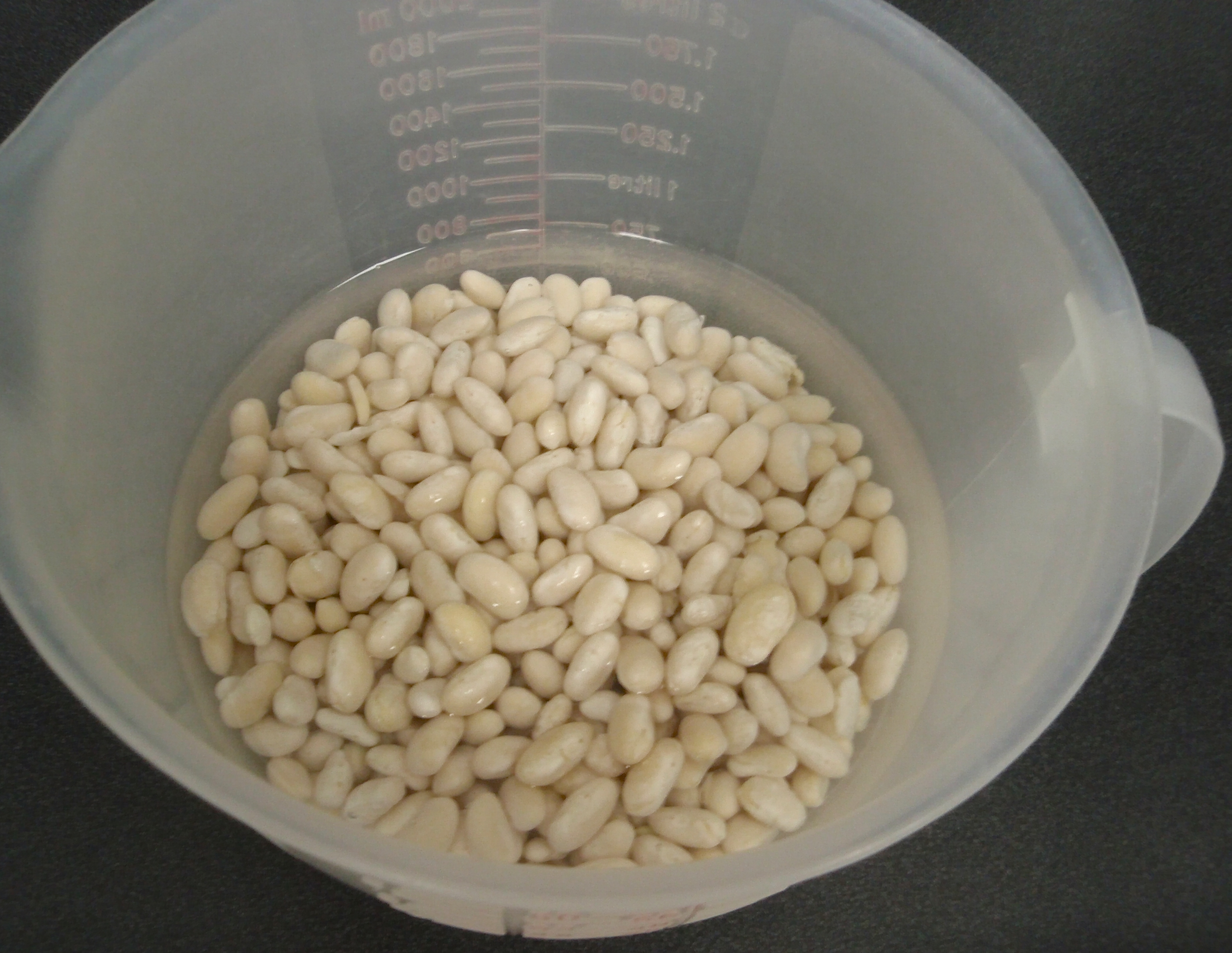
Einweichen von getrockn. weißen Bohnen (II): „aufgequollene Bohnen am Folgetag“
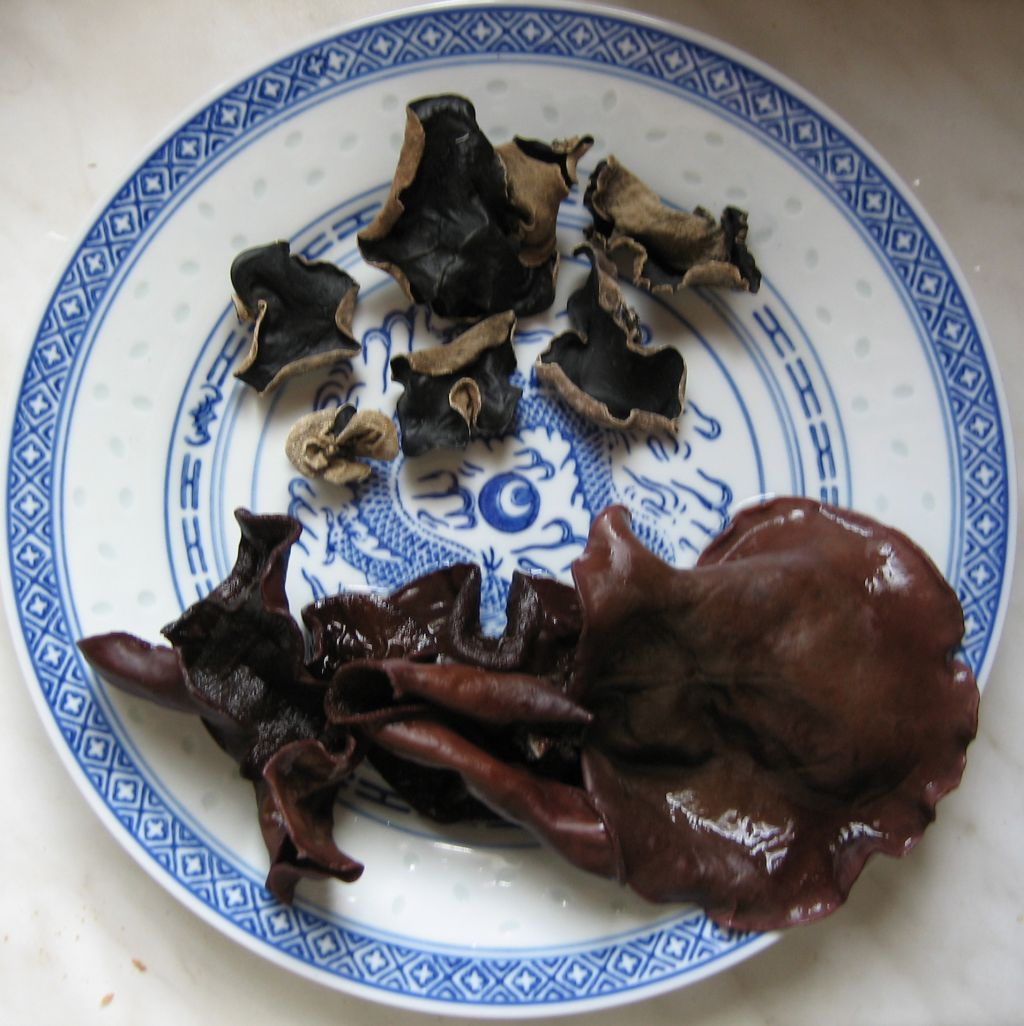
Getrocknete und eingeweichte Judasohren (Mu-Err-Pilze)
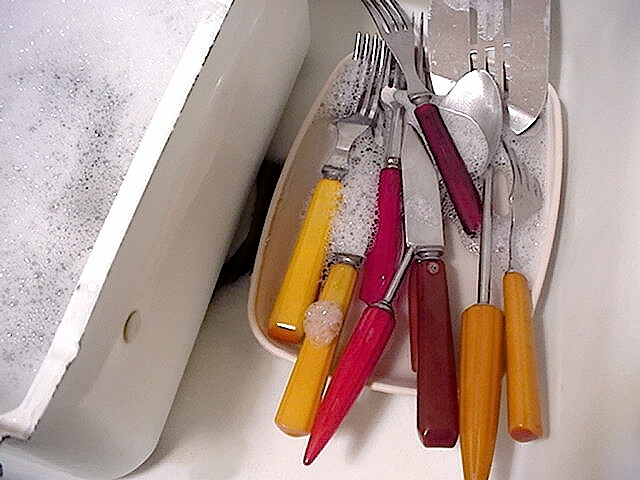
Einweichen von verschmutzten und besonders empfindlichen Besteckteilen (mit Bakelitgriffen)